# Internazionali Femminili di Palermo 1991
Gli Internazionali Femminili di Palermo 1991 sono stati un torneo femminile di tennis giocato sulla terra rossa.
È la 4ª edizione degli Internazionali Femminili di Palermo, che fa parte della categoria Tier IV nell'ambito del WTA Tour 1991. Si è giocato a Palermo in Italia, dall'8 al 14 luglio 1991.

## Campionesse

### Singolare
Mary Pierce ha battuto in finale  Sandra Cecchini con il punteggio di 6–0, 6–3

### Doppio
Mary Pierce /  Petra Langrová hanno battuto in finale  Laura Garrone /  Mercedes Paz con il punteggio di 6–3, 6(5)–7, 6–3